# Vilém VII. Akvitánský
Vilém VII. Akvitánský (rozený Petr, Pierre-Guillaume; 1023–1058), zvaný Orel (Aigret) nebo Smělý (le Hardi) byl v letech 1039 až 1058 akvitánským vévodou a hrabětem z Poitou po smrti svého nevlastního bratra Oda.
Vilém se narodil jako syn Viléma V. Akvitánského a jeho třetí manželky Anežky Burgundské. Byl švagrem císaře Jindřicha III., který se oženil s jeho sestrou Anežkou. Jeho matka se znovu provdala za hraběte z Anjou Geoffreyho II. Vilém vyhrál své dědictví ve válce s nevlastním bratrem Odem, který byl zabit v bitvě u Mauzé. Nicméně neuspěl v obsazení Gaskoňska.
Matčin manžel Geoffrey Martel mu odmítl připustit území získaná za vlády jeho předchůdců. Vilém se připravoval, že své dědictví získá zpět silou. Obléhal Geoffreyho v Saumuru, když zemřel na úplavici.
Vilém se oženil s Ermesindou, ženou neznámého původu. Měli spolu dvě dcery:
- Klementina Akvitánská, manželka Konráda I. Lucemburského.
- Anežka Akvitánská, manželka Petra I. Savojského.